# Maru Valdivielso
Maru Valdivielso (Madrid, 3 de mayo de 1964) es una actriz española, ganadora de un Premio Max de las Artes Escénicas.

## Biografía
Sus inicios en el cine fueron como protagonista en la película Sahara (1985), dirigida por Antonio R. Cabal. Con posterioridad cursó estudios de arte dramático con Cristina Rota, Dina Rot y Concha Doñaque. 
Dentro de su trayectoria cinematográfica destacan sus trabajos en Iguana (1988), dirigida por Monte Hellman, Loco Veneno (1989), dirigida por Miguel Hermoso, o Los amantes del Círculo Polar (1998), dirigida por Julio Medem.  
Ha trabajado en numerosas ocasiones con el director Paco Plaza, iniciándose la colaboración con su papel en el largometraje Romasanta. La caza de la bestia (2004), al que siguieron el episodio  Cuento de Navidad (2005) de la serie Películas para no dormir, el episodio Tiempo de Magia (2016) de la serie El Ministerio del Tiempo, el largometraje Véronica (2017), y el episodio Freddy (2021) de la serie Historias para no dormir. También interpreta uno de los papeles protagonistas de su largometraje Hermana Muerte (2023).
En el ámbito televisivo ha participado en series como Médico de familia (1999), El Grupo (2000-2001), El comisario (2002), Hospital Central (2004, 2007), Ángel o demonio (2011), La Fuga (2012) o Servir y proteger (2018-2020), entre otras. 
En teatro, en 2002 obtuvo el Premio Max a la mejor interpretación femenina de reparto por su trabajo en Las criadas de Jean Genet, bajo la dirección de Mario Gas. Con este mismo director repitió en A Electra le sienta bien el luto (2006), de Eugene O’Neill. 
Con el director Juan Carlos Pérez de la Fuente protagonizó Fortunata y Jacinta (1994), de Benito Pérez Galdós, y Numancia (2016), de Miguel de Cervantes, ambos montajes estrenados en el Teatro Español de Madrid. 
En 2011 protagonizó el montaje titulado Petra, la mujer araña y el putón de la abeja Maya, dirigido por Sol Picó, un híbrido entre teatro y danza que toma como punto de partida la emblemática obra de R.W. Fassbinder Las amargas lágrimas de Petra von Kant. 
En 2014 formó parte del reparto de En el desierto, espectáculo de la compañía de danza Losdedae de Chevi Muraday, galardonado con el Premio Max al Mejor espectáculo de danza.
Con El Test (2016), de Jordi Vallejo y dirigida por Alberto Castrillo-Ferrer, estuvo tres temporadas en el Teatro Alcázar de Madrid.
En 2022/23 protagoniza junto a Pedro Casablanc, quien también dirige el montaje, Decadencia de Steven Berkoff en versión de Benjamín Prado.

## Filmografía
- Sahara (1985), de Antonio R. Cabal.
- Mahuliena, zlatá panna (1986), de Miloslav Luther.
- Iniciativa privada (1986), de Antonio A. Farré.
- Shh... (1986), de Santiago Aguilar y Luis Guridi.
- Iguana (1988), de Monte Hellman.
- Loco veneno (1989), de Miguel Hermoso.
- Barcelona, lament (1991), de Luis Aller.
- Lazos (1994), de Alfonso Ungría.
- Una primavera fuera de serie (1996), de Ingrid Asensio.
- Los amantes del Círculo Polar (1998), de Julio Médem.
- Carlota (2000), de Pedro Amalio López.
- Kasbah (2000), de Mariano Barroso.
- La gran vida (2000), de Antonio Cuadri.
- Clara (2002), de Antonio Cuadri.
- Eres mi héroe (2003), de Antonio Cuadri.
- Mónica (2003), de Eduard Cortés.
- Chatarra (2004), de Rodrigo Rodero.
- Rapados (2004), de Román Parrado.
- Vida y color (2005), de Santiago Tabernero.
- Segundo asalto (2005), de Daniel Cebrián.
- Películas para no dormir: Cuento de Navidad (2005), de Paco Plaza.
- Seis o siete veranos (2007), de Rodrigo Rodero.
- Verónica (2017), de Paco Plaza.
- Romasanta, la caza de la bestia, (2004), de Paco Plaza.
- Hermana muerte, (2023), de Paco Plaza.

## Televisión
| Año         | Título                   | Cadena      | Personaje                | Notas         |
| ----------- | ------------------------ | ----------- | ------------------------ | ------------- |
| 1991        | El oro y el barro        | Antena 3    | Mariana Benítez          | 120 episodios |
| 1992        | Tango                    | La 1        | Icíar                    | 8 episodios   |
| 1996 - 1997 | Éste es mi barrio        | Antena 3    | Silvana                  | 31 episodios  |
| 1998        | A las once en casa       | La 1        | Cristina                 | 15 episodios  |
| 1999        | Médico de familia        | Telecinco   | Laura                    | 3 episodios   |
| 2000        | Robles, investigador     | La 1        |                          | 1 episodio    |
| 2000 - 2001 | El grupo                 | Telecinco   | María Vázquez            | 6 episodios   |
| 2002        | El comisario             | Telecinco   | Cristina                 | 5 episodios   |
| 2003        | Código fuego             | Antena 3    | Begoña                   | 2 episodios   |
| 2004        | Hospital Central         | Telecinco   | Leonor                   | 1 episodio    |
| 2007        | Hospital Central         | Telecinco   | Dra. Isabel Casas        | 21 episodios  |
| 2011        | Ángel o demonio          | Telecinco   | Laia                     | 22 episodios  |
| 2012        | La fuga                  | Telecinco   | Vanesa Ríos              | 5 episodios   |
| 2016        | El Ministerio del Tiempo | La 1        | Jean Leckie              | 1 episodio    |
| 2018 - 2020 | Servir y proteger        | La 1        | Mercedes "Merche" Zamora | 218 episodios |
| 2019        | Secretos de Estado       | Telecinco   | Comisaria Vallejo        | 1 episodio    |
| 2021        | Historias para no dormir | Prime Video | Carmen                   | 1 episodio    |
| 2024        | 4 estrellas              | La 1        | Eva                      | 15 episodios  |

## Teatro
(lista parcial)
- Cenizas (1987) de Janizk Glowak.
- La ex mujer de mi vida (1992) de Josiane Balasko.
- Bailando en verano (1993) de Brian Friel.
- La noche de las tríbadas (1994) de Per Olov Enquist.
- Fortunata y Jacinta (1994) de Benito Pérez Galdós.[1]
- Picospardo's (1995) de Javier García Mauriño.
- Don Juan Tenorio (1995) de José Zorrilla.
- El anzuelo de Fenisa (1997) de Lope de Vega.
- Las criadas (2002) de Jean Genet.
- Despertares y celebraciones (2004).
- A Electra le sienta bien el luto (2006) de Eugene O'Neill.
- Así es (si así os parece) (2007) de Luigi Pirandello.
- Petra, la mujer araña y el putón de la abeja Maya (2011/2012), de Sol Picó.
- Los Cenci (2013) de Antonin Artaud.
- Numancia (2016) de Miguel de Cervantes.
- El Test (2016) de Jordi Vallejo.
- En el desierto, de Chevi Muraday.
- Decadencia (2022/2023) de Steven Berkoff